# Hannah Walker
Pour les articles homonymes, voir Walker.
Pas d'image ? Cliquez ici

a Compétitions nationales et continentales officielles uniquement.

b Matchs officiels uniquement.
Hannah Walker, née le 2 septembre 2004, est une joueuse écossaise de rugby à XV qui évolue au poste d'ailier. Elle joue à Édimbourg Rugby.

## Biographie
Hannah Walker naît le 2 septembre 2004. Elle découvre la pratique du rugby à XV à l'école primaire. Elle poursuit au collège d'Auchterarder qui compte une soixantaine de joueuses. Elle joue successivement avec les clubs de Tayside et Fife, avant de rejoindre le Stirling County RFC, où elle remporte un titre national en catégorie des moins de 18 ans. Déjà repérée, elle est sélectionnée avec l'équipe d'Écosse des moins de 18 ans. Elle pratique également le netball à assez haut niveau jusqu'à son entrée à l'université.
En 2022, Hannah Walker part étudier la biologie à l'université d'Édimbourg, qu'elle choisit pour la qualité de son programme de rugby. Elle joue donc avec l'équipe de l'université qui est entrainée par Claire Cruikshank.
En 2023-2024, elle fait partie des joueuses sélectionnées pour disputer le Celtic Challenge avec l'équipe d'Édimbourg, également entrainée par Claire Cruikshank. À l'été 2024, elle est co-capitaine de l'équipe d'Écosse des moins de 20 ans lors de la Summer Series à Parme.
La saison suivante, Hannah Walker est à nouveau sélectionnée pour jouer le Celtic Challenge. Elle termine meilleure marqueuse de la compétition (onze essais).[réf. nécessaire] Elle est ensuite sélectionnée pour le Tournoi des Six Nations mais ne figure sur aucune feuille de match.
Toujours non capée, elle est sélectionnée pour la Coupe du monde 2025, profitant du forfait de Lucia Scott.

## Palmarès

### En club
- Vainqueur de la Coupe d'Écosse des moins de 18 ans en 2021.

### Distinctions personnelles
- Meilleure marqueuse du Celtic Challenge en 2025.